# James Wright (żużlowiec)
James Philip Wright (ur. 13 czerwca 1986 w Stockport) – brytyjski żużlowiec.

## Życiorys
Finalista indywidualnych mistrzostwa świata juniorów (Wiener Neustadt 2005 – VII miejsce). Srebrny medalista drużynowych mistrzostw świata juniorów (Abensberg 2007). Wielokrotny finalista indywidualnych mistrzostw Wielkiej Brytanii. Zwycięzca turnieju Premier League Riders Championship (2007).
W lidze brytyjskiej reprezentant klubów z Newcastle (2003, 2021–2022), Stoke (2003), Workington (2003-2007, 2011), Hull (2003), King’s Lynn (2003), Belle Vue (2003, 2005-2007, 2009, 2010. 2012), Swindon (2008, 2012), Birmingham (2011, 2023), Somerset (2011, 2012), Glasgow (2013), Plymouth Gladiators (2014–2015), Sheffield Tigers (2021), oraz Scunthorpe Scorpions (2022).
W lidze polskiej startował w barwach Unii Tarnów (2009) oraz Speedway Miszkolc (2010).